# Sant Crist d'Alcúdia
El Sant Crist d'Alcúdia és un santcrist que es troba a la Capella Fonda de l'església de Sant Jaume d'Alcúdia, a Mallorca. Molt possiblement la imatge sigui de les darreries del segle xv.
Durant els mesos d'hivern de 1507, Alcúdia passava per una gran sequera: mancava aliments i hi havia malalties. El 24 de febrer d'aquell mateix any, el Sant Crist d'Alcúdia suà sang i aigua dins la cova de Sant Martí del mateix municipi. Cinc dies després mossèn Pere Descatlar verificava el miracle, com a Jurat en Cap de la Universitat del Regne de Mallorca; ho corroborava l'advocat Nicolau de Muntanyans, el qual va veure com el Sant Crist suava durant la processó de Sant Macià. També assistiren mossèn Rafael Garcia, prevere, i els advocats Pere Joan Safortesa, Joan Andreu, Lluís Anglada, Pere Nicolau Descatlar, Joanot de Vallebor, Joan Falió i Bernat de Pacs, entre altres homes de lleis.
Després d'aquell dia, començaren les peregrinacions constants de les viles mallorquines per suplicar al Sant Crist. Molts malalts d'arreu s'encomanaren a la imatge.
L'any 1583 el mestre fuster Joan Cugullada construí l'altar del Sant Crist i en 1584 Mateu López fou el pintor de l'altar. En 1585 la venerable imatge fou traslladada a la capella del Sant Crist d'Alcúdia.
Les processons que duien al Sant Crist des d'Alcúdia fins a la cova del miracle foren constants. A la gruta se celebrava missa. Al llarg del camí es pregava i es cantava alabances al Sant Crist. Molts devots es mortificaven amb disciplina. Un cop arribava la imatge a Sant Jaume, els Jurats obsequiaven els peregrins amb pa, vi, olives i panses.
En 1582 es crearia la confraria del Sant Crist d'Alcúdia, la més antiga actualment a la ciutat alcudienca.
Era tan gran i tan extraordinària la devoció entre els mallorquins que acudien a Alcúdia a venerar la imatge, que l'any 1675 es reuniren el rector de Sant Jaume, els Jurats i el Consell de la Confraria, decidint construir una nova capella en mans de Pau Serra i Guillem Martí, auxiliats pel mestre picapedrer Pere Torrendell. El 4 de maig de 1697 i després de vint-i-dos anys, s'acabaren les obres i es traslladà al Sant Crist fins a la capella que avui en dia es troba. Vers 1697 ja es decidí que cada 26 de juliol de cada tres anys, se celebraria el dia del Sant Crist d'Alcúdia.
Cada any per St. Macià (24 de febrer) Alcúdia recorda amb molta alegria aquell primer miracle del Sant Crist d'Alcúdia. Per St Macià, les portes de l'església de Sant Jaume (Alcúdia) queden obertes tot el dia per rebre la veneració de tots els alcudiencs i devots del Sant Crist.
La confraria del Sant Crist va renéixer el 1953.

## Principals miracles del Sant Crist d'Alcúdia
- 1507- suà sang i aigua. Tornaren les pluges abundants després d'un llarg període de sequera.

- 1652- En temps de pesta per Mallorca, Alcúdia fou l'única que no patí aquesta malaltia.

- 1683- Amb la saquera molt crua de superar, el prevere R. Llinás s'endugué en processó el San Crist fins a la cova de Sant Martí i a la segona vegada començà a produir-se a Alcúdia abundants collites.

- 10 d'abril de 1703- Davant la manca d'aigua, portaren la imatge del Sant Crist a la cova de Sant Martí en processó. Tornaren el dia 20 del mateix mes i cap a les 18 h el cel començà a cobrir-se.

Es repetiren les processons i misses i dies després començà a ploure.